# Hyperjádro
Hyperjádro je atomové jádro, které obsahuje kromě nukleonů nejméně jeden hyperon, a má tedy nenulovou podivnost. Objevili jej Marian Danysz a Jerzy Pniewski roku 1952. Nejsnadněji se studují hyperjádra obsahující Λ0, která žijí dostatečně dlouho, takže mají ostré energetické hladiny.
Hyperjádro se označuje spodním levým indexem se značkami hyperonu (Λ, Σ0, Ξ− apod.), například  8
Λ Be, přičemž horní levý index je hmotnostní číslo (udávající počet nukleonů a hyperonů dohromady).
Byla též připravena hyperjádra, obsahující hyperon Σ0, i hyperjádra s vícenásobnou podivností (např.  6
ΛΛ He nebo  10
ΛΛ Be nebo  15
Ξ‾ N). V současné době je známo více než 30 hyperjader. V r. 2010 bylo připraveno první antihyperjádro ( 3
Λ H), nejtěžšími antihyperjádry jsou k r. 2024 jádro antihypervodíku-4 ( 4
Λ H) tvořené 1 antiprotonem, 2 antineutrony a 1 antihyperonem lambda a jádro antihyperhelia-4 ( 4
Λ He) tvořené 2 antiprotony, 1 antineutronem a 1 antihyperonem lambda.
Hyperjádra, konkrétně např. hypertriton  3
Λ H a jeho rozpadové vlastnosti, mohou pomoci vysvětlit strukturu neutronových hvězd a jejich vlastnosti, např. hmotnosti přesahující očekávaný rozsah.

## Vznik
Hyperjádro může vzniknout změnou podivnosti jádra například při prostém zachycení hyperonu nebo při zachycení hyperonu či podivného mezonu a jeho interakci s jaderným nukleonem, případně rozpadem jiného hyperjádra.
Příklady zachycení kaonu:
K− + 4He →  4
Λ He + π−
K− + 9Be →  9
Σ° Be + π−
Příklad vzniku z jiného hyperjádra:
 10
ΛΛ Be →  8
Λ Be + p + π−
 15
Ξ‾ N →  10
Λ Be +  5
Λ He 

## Rozpad
Hyperjádra jsou nestabilní. Pro většinu připravených hyperjader obsahujících jeden hyperon Λ leží jejich střední doba života v intervalu mezi 10−11 s a 10−10 s. Rozpadají se slabou interakcí buďto mezonovým nebo bezmezonovým rozpadem.
Mezonový rozpad probíhá rozpadem hyperonu v jádře za vzniku π− (Λ ⇒ p+π−) nebo π0 (Λ ⇒ n+π0), který vyletuje z jádra. Uvolněná energie se pohybuje kolem 40 MeV. U lehčích jader může dojít i k současnému uvolnění nukleonu nebo rozštěpení jádra (přičemž zbylé jádro má velkou vazebnou energii na nukleon).
Příklad mezonového rozpadu:
 3
Λ H → 3He + π−
 8
Λ Be → 2 4He + p + π−
Při bezmezonovém rozpadu dochází k interakci hyperonu s protonem (Λ+p ⇒ p+n) nebo neutronem (Λ+n ⇒ n+n). Bezmezonový rozpad se pozoruje zpravidla u těžkých jader. Energie uvolněná při bezmezonovém rozpadu je oproti mezonovým rozpadům zhruba o 140 MeV vyšší (tento rozdíl dobře odpovídá klidové energii pionu).